# 風葉和歌集
風葉和歌集（ふうようわかしゅう）は鎌倉時代中期の物語和歌集。藤原為家とおぼしき人物が、後嵯峨院の后・大宮院（西園寺姞子）の依頼を受けて編纂し、文永八年（1271年）に成立。もとは勅撰集の如く20巻の部立があったが、現存本は末尾の二巻を欠く。歌の数は1400首（欠巻を除く）。
『源氏』『宇津保』『狭衣』をはじめとする平安中期から鎌倉初期にかけての作り物語から、作中の架空人物の和歌を抄出し、大筋を述べる詞書を付した。選歌対象となった二百余りの物語のうち大半が現存せず、僅かに風葉集の詞書によって大概が知られるのみである。『みかきが原』『あさくら』『海人の藻塩火』『交野の少将』『埋れ木』のごとき散逸物語はいうまでもなく、『寝覚』『みつの浜松』のように不完全な姿で伝来する物語の欠巻を補うのに役立ち、『無名草子』と共に中古作り物語の研究資料として貴重。
樋口芳麻呂校注『王朝物語秀歌選』（岩波文庫）に「物語二百番歌合」とともに収録。